# Лилиуокалани
Лилиуокала́ни (гав. Liliʻuokalani, первоначально именовавшаяся Ли́дия Камака́эа Па́ки (англ. Lydia Kamakaʻeha Paki, по мужу До́минис, англ. Dominis; 2 сентября 1838, Гонолулу — 11 ноября 1917, там же) — последняя королева Гавайев с 20 января 1891 года по 17 января 1893 года.

## Биография
Лилиуокалани родилась 2 сентября 1838 года в семье Анали Кеохокалоле и Цезаря Капаакеа. Она родилась в большой травяной хижине её деда по материнской линии Айканака, у подножия кратера Панчбоул в Гонолулу на острове Оаху.
Сестра короля Калакауа, жена Джона Оуэна Доминиса, американского губернатора Оаху и Мауи; детей не было.
Вступила на престол после смерти брата и одним из первых шагов попыталась восстановить реальную власть гавайского монарха, практически сведённую конституцией к нулю.

### Революция
Под предлогом защиты американской собственности представители США организовали государственный переворот и сместили королеву.
Правительство Гровера Кливленда в ноябре 1893 года предлагало вернуть Лилиуокалани корону на некоторых условиях (амнистия политических противников), которые она отвергла и настаивала даже на смертной казни агентов США.
4 июля 1894 года была провозглашена Республика Гавайи, в 1898 году аннексированная США (уже при Мак-Кинли).
16 января 1895 года бывшая королева была взята под стражу, после того, как в садах дворца Иолани было найдено оружие. Через год её освободили.

### Последние годы жизни
Лидия Доминис — так теперь было её официальное имя — затеяла тяжбу с федеральным правительством из-за коронных земель; в конце концов легислатура Гавайев назначила ей пенсию в 4 тысячи долларов в год, а также оставила за ней доход с сахарной плантации в 24 км².
Умерла в 1917 году от инсульта.

## Гавайский гимн
Лилиуокалани известна как писательница и автор песен.
В тюрьме она написала гавайский гимн «Алоха Оэ», а также книгу об истории страны.